# Surbo
Surbo ist eine italienische Gemeinde in der Region Apulien der Provinz Lecce mit 14.603 Einwohnern (Stand 31. Dezember 2023). Die Stadt liegt auf einer Höhe von 44 Metern über dem Meeresspiegel auf dem südöstlichen Zipfel Italiens. Surbo ist eine Enklave innerhalb der Stadt Lecce. Die Stadt Lecce, das Verwaltungszentrum der Provinz Lecce, ist etwa acht Kilometer südöstlich von Surbo entfernt. Der Name der Stadt wurde 1181, als die Region unter normannische Herrschaft kam, das erste Mal erwähnt.
Von hier stammte Emanuele De Giorgi (1973–1988), eines der Todesopfer der Geiselnahme von Gladbeck. Hier wurde er auch bestattet.

## Einzelnachweise

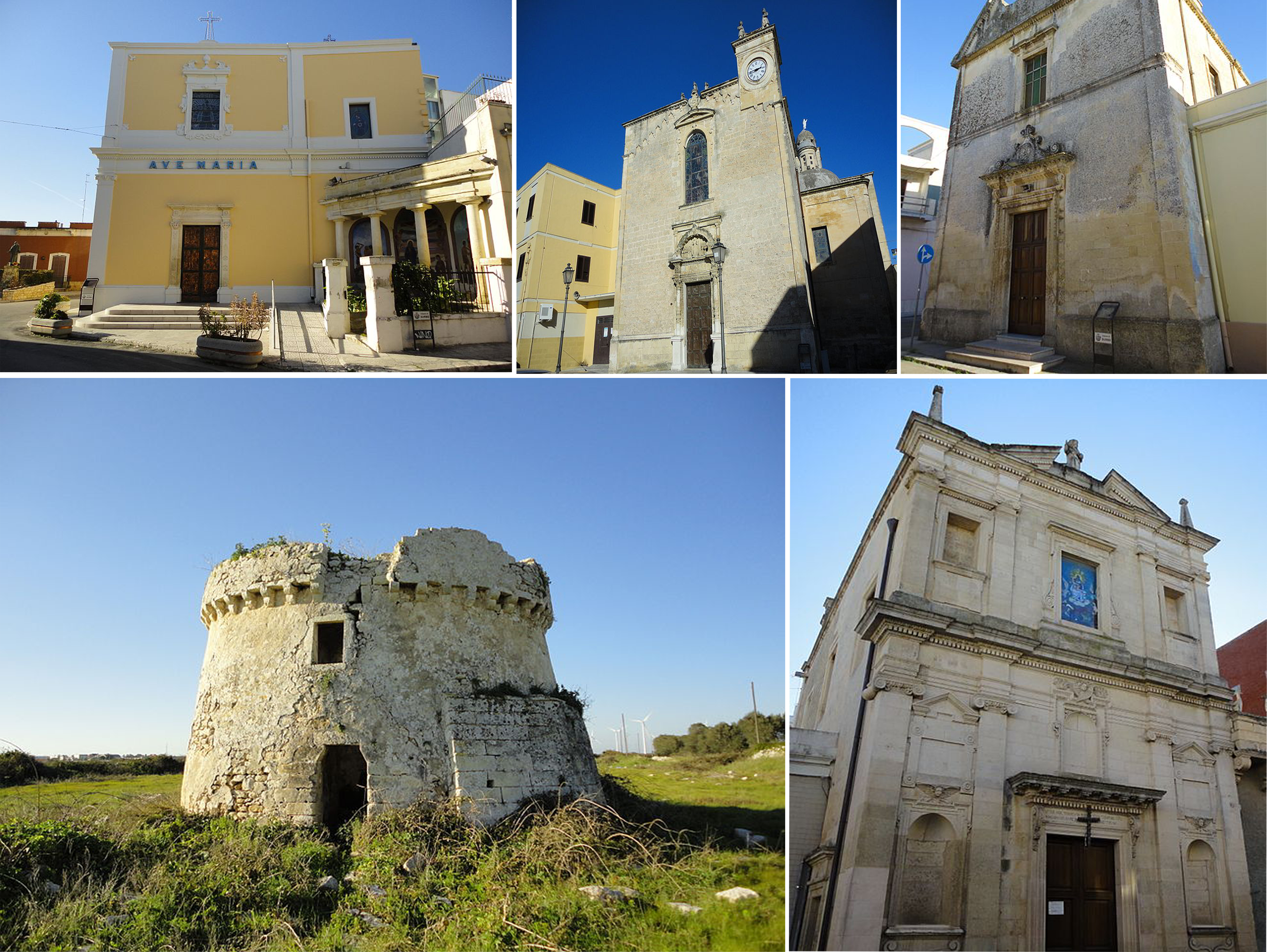
Surbo Collage